# Wimbledon Championships 2001
Die 115. Wimbledon Championships fanden vom 25. Juni bis zum 9. Juli in London statt. Ausrichter war der All England Lawn Tennis and Croquet Club. Ursprünglich war das Herrenfinale am Sonntag, den 8. Juli geplant, aber aufgrund starker Regenfälle musste es auf Montag, den 9. Juli, verlegt werden.
Es nahmen in der Hauptrunde jeweils 128 Herren und Damen an den Einzelwettbewerben und jeweils 64 Paare an den Doppelbewerben bzw. am Mixed-Bewerb teil.

## Herreneinzel

### Setzliste
| Nr. | Spieler              | Erreichte Runde |
| --- | -------------------- | --------------- |
| 01. | Pete Sampras         | Achtelfinale    |
| 02. | Andre Agassi         | Halbfinale      |
| 03. | Patrick Rafter       | Finale          |
| 04. | Marat Safin          | Viertelfinale   |
| 05. | Lleyton Hewitt       | Achtelfinale    |
| 06. | Tim Henman           | Halbfinale      |
| 07. | Jewgeni Kafelnikow   | 3. Runde        |
| 08. | Juan Carlos Ferrero  | 3. Runde        |
| 09. | Sébastien Grosjean   | 3. Runde        |
| 10. | Thomas Enqvist       | Viertelfinale   |
| 11. | Thomas Johansson     | 2. Runde        |
| 12. | Jan-Michael Gambill  | 1. Runde        |
| 13. | Arnaud Clément       | Achtelfinale    |
| 14. | Wayne Ferreira       | 1. Runde        |
| 15. | Roger Federer        | Viertelfinale   |
| 16. | Uladsimir Waltschkou | 1. Runde        |
| 17. | Tommy Haas           | 1. Runde        |

| Nr. | Spieler          | Erreichte Runde |
| --- | ---------------- | --------------- |
| 18. | Magnus Norman    | Rückzug         |
| 19. | Nicolas Kiefer   | Achtelfinale    |
| 20. | Fabrice Santoro  | 3. Runde        |
| 21. | Carlos Moyá      | 2. Runde        |
| 22. | Dominik Hrbatý   | 1. Runde        |
| 23. | Todd Martin      | Achtelfinale    |
| 24. | Nicolas Escudé   | Viertelfinale   |
| 25. | Albert Portas    | 1. Runde        |
| 26. | Sjeng Schalken   | 3. Runde        |
| 27. | Hicham Arazi     | 3. Runde        |
| 28. | Franco Squillari | 1. Runde        |
| 29. | Guillermo Coria  | 1. Runde        |
| 30. | Nicolás Lapentti | Rückzug         |
| 31. | Alberto Martín   | 1. Runde        |
| 32. | Gastón Gaudio    | 1. Runde        |
| 33. | Jonas Björkman   | 3. Runde        |
| 34. | Harel Levy       | 1. Runde        |

## Dameneinzel

### Setzliste
| Nr. | Spielerin               | Erreichte Runde |
| --- | ----------------------- | --------------- |
| 01. | Martina Hingis          | 1. Runde        |
| 02. | Venus Williams          | Sieg            |
| 03. | Lindsay Davenport       | Halbfinale      |
| 04. | Jennifer Capriati       | Halbfinale      |
| 05. | Serena Williams         | Viertelfinale   |
| 06. | Amélie Mauresmo         | 3. Runde        |
| 07. | Kim Clijsters           | Viertelfinale   |
| 08. | Justine Henin           | Finale          |
| 09. | Nathalie Tauziat        | Viertelfinale   |
| 10. | Jelena Dementjewa       | 3. Runde        |
| 11. | Amanda Coetzer          | 3. Runde        |
| 12. | Magdalena Maleewa       | Achtelfinale    |
| 13. | Arantxa Sánchez Vicario | 2. Runde        |
| 14. | Jelena Dokić            | Achtelfinale    |
| 15. | Sandrine Testud         | Achtelfinale    |
| 16. | Silvia Farina Elia      | 3. Runde        |

| Nr. | Spielerin           | Erreichte Runde |
| --- | ------------------- | --------------- |
| 17. | Meghann Shaughnessy | Achtelfinale    |
| 18. | Anke Huber          | Achtelfinale    |
| 19. | Conchita Martínez   | Viertelfinale   |
| 20. | Amy Frazier         | 3. Runde        |
| 21. | Barbara Schett      | 3. Runde        |
| 22. | Paola Suárez        | 1. Runde        |
| 23. | Magüi Serna         | 1. Runde        |
| 24. | Henrieta Nagyová    | 1. Runde        |
| 25. | Chanda Rubin        | 1. Runde        |
| 26. | Anne Kremer         | 1. Runde        |
| 27. | Ángeles Montolio    | 3. Runde        |
| 28. | Lisa Raymond        | 3. Runde        |
| 29. | Jelena Lichowzewa   | 3. Runde        |
| 30. | Patty Schnyder      | 3. Runde        |
| 31. | Tamarine Tanasugarn | Achtelfinale    |
| 32. | Tatjana Panowa      | 3. Runde        |

## Herrendoppel

### Setzliste
| Nr. | Paarung                        | Erreichte Runde |
| --- | ------------------------------ | --------------- |
| 01. | Jonas Björkman Todd Woodbridge | Achtelfinale    |
| 02. | Daniel Nestor Sandon Stolle    | 2. Runde        |
| 03. | Jiří Novák David Rikl          | Finale          |
| 04. | Donald Johnson Jared Palmer    | Sieg            |
| 05. | Ellis Ferreira Rick Leach      | Viertelfinale   |
| 06. | Mahesh Bhupathi Leander Paes   | 1. Runde        |
| 07. | Petr Pála Pavel Vízner         | Viertelfinale   |
| 08. | Joshua Eagle Andrew Florent    | 2. Runde        |

| Nr. | Paarung                          | Erreichte Runde |
| --- | -------------------------------- | --------------- |
| 09. | Michael Hill Jeff Tarango        | Achtelfinale    |
| 10. | David Prinosil Cyril Suk         | 2. Runde        |
| 11. | Mark Knowles Brian MacPhie       | Achtelfinale    |
| 12. | Wayne Black Kevin Ullyett        | 1. Runde        |
| 13. | Wayne Ferreira Roger Federer     | Achtelfinale    |
| 14. | Byron Black Alex O’Brien         | 1. Runde        |
| 15. | Bob Bryan Mike Bryan             | Halbfinale      |
| 16. | Scott Humphries Sébastien Lareau | 1. Runde        |

## Damendoppel

### Setzliste
| Nr. | Paarung                               | Erreichte Runde |
| --- | ------------------------------------- | --------------- |
| 01. | Lisa Raymond Rennae Stubbs            | Sieg            |
| 02. | Virginia Ruano Pascual Paola Suárez   | Halbfinale      |
| 03. | Cara Black Jelena Lichowzewa          | 2. Runde        |
| 04. | Serena Williams Venus Williams        | Achtelfinale    |
| 05. | Kimberly Po-Messerli Nathalie Tauziat | Halbfinale      |
| 06. | Els Callens Meghann Shaughnessy       | 1. Runde        |
| 07. | Jelena Dokić Conchita Martínez        | Achtelfinale    |
| 08. | Nicole Arendt Caroline Vis            | 2. Runde        |

| Nr. | Paarung                                     | Erreichte Runde |
| --- | ------------------------------------------- | --------------- |
| 09. | Kim Clijsters Ai Sugiyama                   | Finale          |
| 10. | Alexandra Fusai Rita Grande                 | 2. Runde        |
| 11. | Nicole Pratt Olena Tatarkowa                | 1. Runde        |
| 12. | Tathiana Garbin Janette Husárová            | Achtelfinale    |
| 13. | Anke Huber Barbara Schett                   | 1. Runde        |
| 14. | Amanda Coetzer Lori McNeil                  | Achtelfinale    |
| 15. | Tina Križan Katarina Srebotnik              | 2. Runde        |
| 16. | Martina Navratilova Arantxa Sánchez Vicario | Viertelfinale   |

## Mixed

### Setzliste
| Nr. | Paarung                              | Erreichte Runde |
| --- | ------------------------------------ | --------------- |
| 01. | Todd Woodbridge Rennae Stubbs        | 2. Runde        |
| 02. | Ellis Ferreira Ai Sugiyama           | Viertelfinale   |
| 03. | Sandon Stolle Cara Black             | 2. Runde        |
| 04. | Mahesh Bhupathi Jelena Lichowzewa    | Halbfinale      |
| 05. | Donald Johnson Kimberly Po-Messerli  | Viertelfinale   |
| 06. | Leander Paes Lisa Raymond            | Achtelfinale    |
| 07. | Jared Palmer Arantxa Sánchez Vicario | 1. Runde        |
| 08. | Joshua Eagle Barbara Schett          | 1. Runde        |

| Nr. | Paarung                       | Erreichte Runde |
| --- | ----------------------------- | --------------- |
| 09. | Mark Knowles Nicole Arendt    | Achtelfinale    |
| 10. | Lucas Arnold Ker Paola Suárez | 2. Runde        |
| 11. | Petr Pála Janette Husárová    | 1. Runde        |
| 12. | Rick Leach Amanda Coetzer     | Achtelfinale    |
| 13. | Jiří Novák Miriam Oremans     | Achtelfinale    |
| 14. | Jeff Tarango Jelena Dokić     | Achtelfinale    |
| 15. | David Rikl Karina Habšudová   | Halbfinale      |
| 16. | Pavel Vízner Tathiana Garbin  | 2. Runde        |